# Steven Taylor
Steven Vincent Taylor (Londra, 23 gennaio 1986) è un allenatore di calcio ed ex calciatore inglese, di ruolo difensore e allenatore dell'Al Qabila.

## Carriera
Leader fin dall'inizio della carriera, Taylor è stato capitano dell'under 16 e dell'under 17 inglese. Viene messo sotto contratto dall'accademia del Newcastle nel luglio 2002, e firma un contratto professionistico della durata di 3 anni nel gennaio del 2003. Nel 2002-2003 è capitano dell'Inghilterra under 17 nel gruppo di qualificazione agli Europei, e gioca tutte e 3 le partite disputate dall'Inghilterra nei Mondiali Under-20.
Passa un mese in prestito agli Wycombe Wanderers dal dicembre 2003 al gennaio 2004. Debutta in under 21 il 17 febbraio 2004, mentre il debutto con la maglia del Newcastle avviene in una partita di coppa UEFA, il 25 marzo 2004, e 3 giorni dopo debutterà anche in Premiership. Diventa titolare nel ruolo di terzino destro a causa dell'infortunio di Stephen Carr. Segna il suo primo gol con l'under 21 il 6 settembre 2005 contro la Germania, e nella partita successiva contro la Polonia segnerà altri 2 gol. Nel 2005-2006 si opera ad una spalla, ma questo non gli impedisce di diventare praticamente titolare fisso nel 2006-2007.
Segna il suo primo gol con la maglia del Newcastle contro il Celta Vigo nel novembre 2006, e a fine stagione partecipa da protagonista all'Europeo Under-21, dove verrà eliminato in semifinale dai Paesi Bassi. Viene convocato per la prima volta con la nazionale maggiore il 22 agosto 2007, anche se non entrerà in campo. All'inizio della stagione 2007-2008 viene nominato capitano dell'Under-21, e diventa titolare fisso come difensore centrale nella difesa del Newcastle.
Il 27 dicembre 2010 prolunga fino al 2016. Il 3 giugno 2016 il club annuncia che il contratto in scadenza del giocatore non verrà rinnovato, lasciandolo così svincolato dai Magpies, con cui ha raccolto 268 presenze in tredici anni.

## Vita privata
È sposato con la modella inglese Tanya Robinson.
Nel marzo del 2010, quando giocava nel Newcastle, è stato vittima di un comportamento violento da parte del compagno di squadra Andy Carroll, che gli ha fratturato la mascella con un pugno in allenamento.

## Palmarès

### Club

#### Competizioni nazionali
- Football League Championship: 1

Newcastle: 2009-2010

#### Competizioni internazionali
- Coppa Intertoto UEFA: 1

Newcastle: 2006